# Alonso (obispo)
Alonso fue obispo de Oviedo, del que se tienen escasísimas noticias. Una de ellas es que durante su pontificado se fundó el Monasterio de Villanueva de Oscos en el occidente asturiano, casi lindando con Galicia.
| Predecesor: Pelayo de Oviedo | Obispo de Oviedo 1129 - 1142 | Sucesor: Martín II (obispo) |